# Layla Sae
Pour les articles homonymes, voir SAE.
Pas d'image ? Cliquez ici

a Compétitions nationales et continentales officielles uniquement.

b Matchs officiels uniquement.
Dernière mise à jour le 11 avril 2024.
Layla Sae, née le 22 octobre 2000, est une joueuse internationale néo-zélandaise de rugby à XV, évoluant au poste de troisième ligne aile. Licenciée au club des Old Boys Marist, elle représente la province de Manawatu en Farah Palmer Cup et joue avec les Hurricanes Poua en Super Rugby Aupiki.

## Biographie
Née le 22 octobre 2000 et d'origine samoane, Layla Sae se voit diagnostiquer diabétique à l'âge de quatre ans. Elle s'essaie à beaucoup de sports, notamment le volley, avant de se consacrer au rugby à XV qu'elle a commencé à pratiquer à onze ans.
À la sortie du lycée en 2018, elle arrête le rugby et travaille dans une usine de conditionnement de viande surgelée. C'est une joueuse des Manawatu Cyclones, Sarah Swinbanks, qui va la convaincre de reprendre.
À partir de 2019, elle se consacre donc pleinement au rugby et ses performances en club lui valent d'être sélectionnée par la province de Manawatu.
En 2021, l'équipe remporte le titre de deuxième division, le Championship, et est promue en élite nationale, en Premiership.
Cadre de son équipe en Farah Palmer Cup, elle est signée par les Hurricanes Poua dès leur création en 2022. Elle devient ainsi coéquipière de Joanah Ngan-Woo, une joueuse qu'elle admirait. La même année, la province de Manawatu ne réussit pas à se maintenir en Premiership, mais ses performances individuelles sont remarquées.
Ainsi en avril 2023, elle fait partie des trente-quatre joueuses mises sous contrat par la fédération néo-zélandaise en vue de la Coupe du monde 2025. Les Cyclones ratent la remontée en Premiership, battues en finale par les Northland Kaui de Krystal Murray. Blessée, elle rate les Pacific Four Series mais à l'automne, elle participe à domicile au WXV et y joue son premier match international le 30 septembre, contre les Wallaroos. Les Hurricanes Poua la nomment joueuse de l'année.

## Palmarès

### En province
- Vainqueur de la Farah Palmer Cup Championship en 2021.
- Finaliste de la Farah Palmer Cup Championship en 2023.

### En équipe nationale
- Vainqueur de la Pacific Four Series en 2025.